# The Most Unknown
The Most Unknown és un documental dirigit per Ian Cheney i va ser estrenat l'any 2018. En el documental, de caràcter científic, podem veure a nou investigadors de diferents disciplines (des de la física a la psicologia) es reuneixen entre ells i intercanvien idees mentre es realitzen preguntes existencials.
El documental, de 95 minuts de durada, va ser produït per Science Sandbox i Motherboard i distribuït per Abramorama. A Espanya es pot veure a Netflix.

## Sinopsi
The Most Unknown és una pel·lícula documental que envia a nou científics a parts extraordinàries del món per descobrir respostes inesperades a algunes de les qüestions més importants de la humanitat. Com va començar la vida? Què és el temps? Què és la consciència? Quant sabem realment?
En introduir investigadors de diversos orígens per primera vegada, i després deixar-los en un nou i immersiu treball de camp que abans no havien abordat, la pel·lícula empenyia els límits de la manera en què s'abordava la narració científica. El que emergeix és un viatge profundament humà als fonaments del descobriment i un potent recordatori de que les preguntes no contestades són les més importants a plantejar.
Dirigida pel realitzador Ian Cheney (The Search for General Tso, The City Dark) i guardonat pel premi Peabody i assessorat pel cineasta famós Werner Herzog (Fitzcarraldo, Aguirre, The Wrath of God, Grizzly Man), The Most Unknown és una mirada ambiciosa a un costat de la ciència que mai s'ha mostrat a la pantalla. La pel·lícula va ser possible gràcies a una subvenció de Science Sandbox, una iniciativa de la Fundació Simons dedicada a involucrar a tots amb el procés de la ciència.

## Repartiment
- Dra. Jennifer Macalady - Microbiologa
- Dr. Davide D'Angelo - Físic
- Dr. Axel Cleeremans - Psicòleg cognitiu
- Dr. Luke McKay - Astrobioleg
- Dra. Rachel M. Smith - Astrofísica
- Dra. Victoria Orphan - Geobiologa
- Dr. Jun Ye - Físic
- Dr. Anil Seth - Neurocíentific
- Dra. Laurie R. Santos - Psicòloga cognitiva

El format està pensat de tal forma que el reuneixi la primera científica o científic amb el següent en el entorn de treball d'aquest segon. A continuació, després de passar un temps junts i conversar, el segon cientifíc va a visitar a un tercer en el seu lloc de treball. I així successivament.
Tot i repetir-se ciències, com física o psicologia cognitiva, els científics treballen en camps totalment diferents